# Jozef Sabovčík
Jozef Sabovčík (Bratislava, 4 dicembre 1963) è un ex pattinatore artistico su ghiaccio cecoslovacco naturalizzato slovacco.
Sabovčík ha eseguito un quadruplo toe-loop nel programma libero con cui ha vinto il Campionato europeo del 1986. Il salto, approvato in un primo momento, in seguito è stato ritenuto non valido perché all'atterraggio il pattinatore ha toccato il ghiaccio con il piede libero.

## Palmarès
| Internazionali            | Internazionali | Internazionali | Internazionali | Internazionali | Internazionali | Internazionali | Internazionali | Internazionali | Internazionali | Internazionali | Internazionali |
| Evento                    | 1975–76        | 1976–77        | 1977–78        | 1978–79        | 1979–80        | 1980–81        | 1981–82        | 1982–83        | 1983–84        | 1984–85        | 1985–86        |
| ------------------------- | -------------- | -------------- | -------------- | -------------- | -------------- | -------------- | -------------- | -------------- | -------------- | -------------- | -------------- |
| Giochi olimpici invernali |                |                |                |                |                |                |                |                | 3°             |                |                |
| Campionati mondiali       |                |                |                | 19°            | 16°            | 12°            | 16°            | 6°             | 4°             | 4°             | 6°             |
| Campionati europei        |                |                |                | 17°            | 9°             | 5°             | 8°             | 2°             | 4°             | 1°             | 1°             |
| Skate America             |                |                |                |                |                |                |                | 3°             |                |                | 1°             |
| Skate Canada              |                |                |                |                |                |                | 3°             |                |                |                | 1°             |
| NHK Trophy                |                |                |                |                |                |                | R              |                |                | 4°             | R              |
| Prague Skate              |                | 9°             |                |                | 3°             | 1°             | 1°             | 1°             |                |                |                |
| Internazionali: Junior    |                |                |                |                |                |                |                |                |                |                |                |
| Campionati mondiali       | 10°            |                |                |                |                |                |                |                |                |                |                |
| Grand Prize SNP           | 3°             | 1°             |                |                |                |                |                |                |                |                |                |
| National                  |                |                |                |                |                |                |                |                |                |                |                |
| Campionati cecoslovacchi  |                | 3°             |                | 2°             | 1°             | 1°             | 1°             | 1°             | 1°             | 2°             | 1°             |
| R = Ritirato              |                |                |                |                |                |                |                |                |                |                |                |